# Petisah Hulu
Petisah Hulu is een bestuurslaag in het regentschap Medan van de provincie Noord-Sumatra, Indonesië. Petisah Hulu telt 4704 inwoners (volkstelling 2010).